# 太田垣士郎

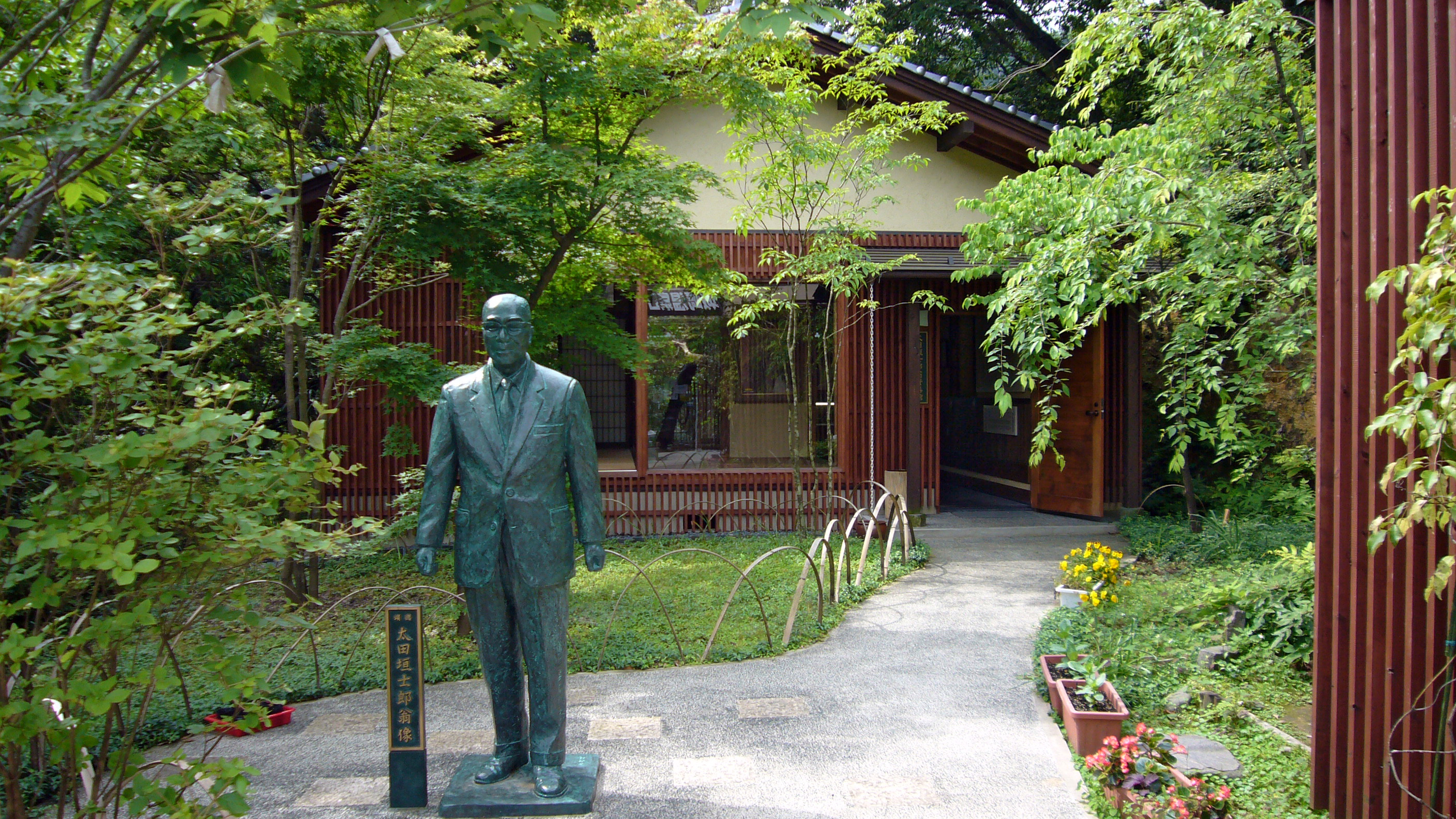
豊岡市にある太田垣士郎資料館

太田垣 士郎（おおたがき しろう、1894年2月1日 - 1964年3月16日）は、昭和の実業家。贈正四位・勲二等。京阪神急行電鉄（現・阪急阪神ホールディングス）社長や関西電力の社長・会長を歴任。関西電力時代には黒部ダム建設を指揮した。

## 経歴
兵庫県城崎郡城崎町湯島（現・豊岡市）で地元の開業医、太田垣隆準（りゅうせつ）の長男として生まれる。
第五高等学校、京都帝国大学経済学部卒業。1920年に日本信託銀行へ入行したが、1925年には阪神急行電鉄（現:阪急阪神ホールディングス）に移った。阪急では小林一三のもとで出札係や阪急百貨店の店員などの業務を広くこなした。1946年12月、京阪神急行電鉄（1943年に阪神急行電鉄が京阪電気鉄道と合併して改称）社長に就任。社長在任中の1949年12月に京阪電気鉄道を分離再発足させている。
1951年、日本発送電の分割により関西電力が発足すると初代社長に就任した。同時に阪急時代の後輩である芦原義重が常務に就任している。太田垣は、戦後の電力不足事情をいち早く見抜き、大規模な水力発電所の建設に踏み切った。岐阜県の丸山水力発電所である。当時としては最大規模であった。関西電力がスタートした当時の資本金は17億円だったが、スタートしたばかりの時に、資本金の10倍もの資金を投じて大水力発電所の建設に着手したのである。
終戦後の復興が目覚しい1950年代になり、関西地域の電力事情が逼迫する状況を目の当たりにした太田垣が、その打開策として手がけたのが世紀の難工事といわれた「黒部ダム」の建設である。建設に当たっては太田垣は「経営者が十割の自信をもって取りかかる事業、そんなものは仕事のうちには入らない。七割成功の見通しがあったら勇断をもって実行する。それでなければ本当の事業はやれるもんじゃない。黒部は是非とも開発しなけりゃならん山だ」と言って決断したのは有名な話である。
「黒部ダム」建設計画でも後輩の芦原義重が太田垣を技術の最高責任者として補佐していた。こうした一連の難工事の経緯は石原裕次郎＆三船敏郎主演映画『黒部の太陽』（監督：熊井啓）で全国に知られるようになる。
関西電力は電力業界で、経営内容において業界一を誇ったが、その基盤を確立させたのが「黒部ダム」だった。その成功をはじめとして、新しいエネルギーである原子力に着目、日本で初めて原子力発電所である「美浜発電所」（福井県美浜町）に着手するなど、常に先端技術を経営に生かした。
1959年、太田垣は、関西電力社長のポストを芦原に譲り、また関経連会長のポストも太田垣から阿部孝次郎（元東洋紡績会長）を経て、1966年には芦原に引き継がれている。
1964年、財団法人サンケイスカラシップの発起人として小林中、大河内一男、高村象平、水野成夫、鹿内信隆、沢村義夫等と共に名を連ねている。
関西経営者協会会長、近畿圏整備審議会会長、関西経済連合会会長、電気事業連合会会長、産業計画会議（松永安左エ門主催）委員などを歴任した。また日本体育協会に請われて協会財務委員長に就任し、1964年東京オリンピック開催の資金調達の総責任者を務めた。
また、かつて京阪神急行電鉄の社長を務めた縁で、京阪電気鉄道と近畿日本鉄道（近鉄）の間で奈良電気鉄道の株式争奪戦が生じた際には両社の仲介に入り、太田垣の斡旋により最終的に近鉄が京阪の出資分を買い取って合併する形で決着させた。
1964年3月16日、自ら建設を決断した黒部ダムの完成の翌年に脳軟化症により逝去。70歳没。墓所は豊岡市城崎町湯島。
2002年、豊岡市に太田垣士郎資料館が整備された。

## エピソード
- 幼少期はやんちゃだったが、1905年に偶然の事故で本を綴じる鋲をのどに詰まらせてしまい病弱になり学校も欠席が多くなった[1]。1908年に豊岡中学校に入学[1]。休学中の1911年に咳き込んだ拍子に鋲を吐き出してからは次第に健康を回復したが生涯血痰などに苦しんだ[1]。
- 阪急百貨店時代に知り合った東福寺の尾関本孝老師から影響を受けたといわれている[1]。
- 故郷の城崎温泉の発展のため、ロープウェイ建設を発案し、関西電力、関電産業、阪急電鉄、城崎町、地元有志により1963年に城崎ロープウェイが完成した[1]。